# Desa Mekarasih (administrativ by i Indonesien, lat -6,92, long 108,13)
Desa Mekarasih är en administrativ by i Indonesien.   Den ligger i provinsen Jawa Barat, i den västra delen av landet, 160 km sydost om huvudstaden Jakarta.